# Juan Herrero Garrido
Juan Herrero Garrido fue un político español del siglo XX que ocupó los cargos de alcalde de Cuéllar (Segovia, España) y procurador en las Cortes Españolas en representación de los municipios de la provincia de Segovia durante las dos primeras legislaturas del período franquista.

## Biografía
Se inició en la política municipal en el año 1924, siendo concejal del Ayuntamiento de Cuéllar durante la alcaldía de Juan Manzanares Cerezeda, y el 10 de octubre de 1936 es electo alcalde de Cuéllar. Su entrada en el gobierno municipal se caracteriza por el estancamiento de las obras y proyectos existentes en el momento, para preocuparse y atender los asuntos políticos nacionales: la movilización de la juventud, reclutados en camiones que partían desde la puerta de la casa consistorial de Cuéllar con destino al frente designado para participar en la guerra civil española.
Una vez terminadas las movilizaciones, destacan en su mandato la cesión que hizo en 1938 Miguel Osorio y Martos, XVII duque de Alburquerque del Castillo de Cuéllar al Estado español, utilizado a partir de ese momento como cuartel de las tropas italianas que llegaron en ayuda de Francisco Franco. Un año más tarde se realizó uno de los escasos traslados de la Virgen del Henar a Cuéllar en acción de gracias por finalizar la guerra. Además, durante su largo mandato como alcalde, se construye el actual cuartel de la Guardia Civil y se crea el cuerpo de Policía Municipal, se edificaron varios grupos de viviendas, un colegio de segunda enseñanza y un instituto y se realizó el abastecimiento de agua a la villa desde El Henar. Finalmente, durante las obras de remodelación de la casa consistorial, se hallan los restos mortales del cronista Antonio de Herrera y Tordesillas, y abandona la alcaldía de la villa, siendo nombrado el 16 de febrero de 1955 a Felipe Suárez Muñoz como su sucesor.
Posteriormente fue elegido concejal del ayuntamiento, hasta que en 1974 cesó en el cargo, después de haber desempeñado el de concejal durante diecinueve años, el de alcalde durante veintiséis y el de diputado provincial durante once años, por lo que ese mismo año se le concedió la Medalla de Plata de Cuéllar.
El 1 de noviembre de 1942 la Diputación Provincial de Segovia lo eligió procurador en Cortes en representación de la provincia para la I Legislatura de las Cortes Españolas (1943-1946).